# Dmitrij Fjodorovič Ustinov
Dmitrij Fjodorovič Ustinov (rusky Дми́трий Фёдорович Усти́нов; 30. října 1908 Samara – 20. prosince 1984 Moskva) byl sovětský politik, maršál SSSR a od roku 1976 do své smrti ministr obrany Sovětského svazu. V této pozici patřil k nejbližším Brežněvovým spolupracovníkům a nejmocnějším osobnostem SSSR. Byl nositelem titulů Hrdina SSSR, Hrdina ČSSR a řady vysokých sovětských i zahraničních vyznamenání.

## Život
Narodil se v dělnické rodině v Samaře. Během občanské války odešel jeho otec do Samarkandu, kde v roce 1922 zemřel. V letech 1922–1923 sloužil jako dobrovolník v Rudé armádě v jejích bojích proti basmačům, po demobilizaci se se svou matkou přestěhoval do města Makarev u Ivanovo-Vozněsenska, kde pracoval jako montér v papírně. Krátce nato – v roce 1925 – zemřela i jeho matka.
O dva roky později vstoupil do komunistické strany. V letech 1929–1934 studoval na polytechnikách v Ivanovo-Vozněsensku, Moskvě a Leningradu. Poté pracoval jako inženýr a později i ředitel v leningradské zbrojovce „Bolševik“.

### Druhá světová válka
Když nacistické Německo napadlo v roce 1941 Sovětský svaz, ve věku 33 let jej Stalin jmenoval do funkce lidového komisaře (ministra) pro otázky vyzbrojování. Z této pozice byl zodpovědný za masivní evakuaci obranného průmyslu z obleženého Leningradu na východ za Ural (bylo evakuováno více než 80 vojenských průmyslových podniků, jež dohromady zaměstnávaly více než 600 tisíc lidí), za což byl poprvé jmenován Hrdinou socialistické práce. Sehrál také klíčovou roli při přenosu německého válečného raketového programu do Sovětského svazu, kde se stal základem sovětské kosmonautiky.

### Poválečné období
V roce 1952 se stal členem Ústředního výboru KSSS. Po Stalinově smrti v březnu 1953 bylo Ministerstvo vyzbrojování sloučeno s Ministerstvem leteckého průmyslu do Ministerstva obranného průmyslu, on sám zůstal v jeho v čele. Nikita Chruščov si jeho řídících schopností vysoce cenil, a proto jej v roce 1957 jmenoval místopředsedou vlády SSSR a v roce 1963 i do čela Nejvyšší rady národního hospodářství, řídícího orgánu rozhodující části sovětské ekonomiky. U příležitosti Gagarinova historického letu v roce 1961 byl podruhé oceněn titulem Hrdina socialistické práce.

### Brežněvova éra
Po pádu Chruščova a převzetí moci Leonidem Brežněvem se vrátil do obranného průmyslu. V roce 1965 se stal kandidátem Politbyra a tajemníkem ÚV KSSS pro dohled nad ozbrojenými silami, obranným průmyslem, a některými bezpečnostními složkami. Měl také na starosti vývoj letectva pro strategické bombardování a systému mezikontinentálních balistických raket. Všechna tato jmenování posilovala jeho moc a když v roce 1967 zemřel ministr obrany maršál Rodion Malinovskij, všeobecně se předpokládalo, že jeho místo zaujme právě on. Místo něj se však novým ministrem obrany stal maršál Andrej Grečko.

### Ministrem obrany

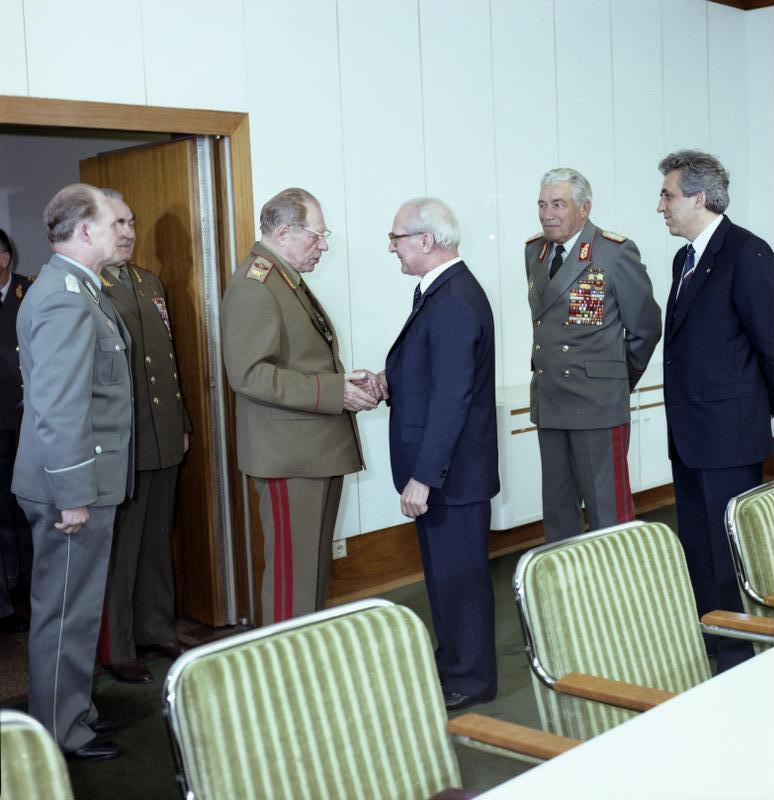
S Erichem Honeckerem v Berlíně v roce 1984

Ministrem obrany se stal až po Grečkově smrti v roce 1976. Dne 30. července téhož roku byl – bez ohledu na svou minimální předchozí vojenskou kariéru – povýšen do hodnosti maršála Sovětského svazu. Rostoucí vliv sovětské armády mu dal roli rozhodující postavy Kremlu; jeho podpora zajistila Andropovovi nástupnictví po Brežněvovi a on sám si udržoval svůj vliv i za Černěnka.

### KAL 007
V roce 1992 ruský prezident Boris Jelcin nechal zveřejnit pět přísně tajných dokumentů z konce roku 1983 pocházejících z týdnů následujících po sestřelení letu Korean Air 007. Podle nich se Sovětskému svazu podařilo najít černou skříňku sestřeleného letadla a dešifrovat její záznamy. Následně pak, společně se šéfem KGB Čebrikovem, Ustinov doporučil Andropovovi, aby tyto skutečnosti nezveřejňoval, protože obsah nahrávky nepodporoval sovětské tvrzení, že let KAL 007 byl na americké špionážní misi.
V souvislosti s výše uvedenými skutečnostmi se jeví být velmi žádoucí, aby nedošlo k předání palubních zapisovačů Mezinárodní organizaci pro civilní letectví (ICAO) nebo kterékoli třetí straně ochotné rozluštit jejich obsah. Skutečnost, že zapisovače jsou v držení SSSR musí zůstat tajemstvím. Pokud je nám známo, nemají USA ani Japonsko o palubních zapisovačích jakékoli informace. Učinili jsme potřebné kroky s cílem zabránit jakémukoli zveřejnění informací v budoucnu.
Memorandum č. 5

## Úmrtí
Koncem října 1984 onemocněl zápalem plic. Nezúčastnil se tradiční vojenské přehlídky u příležitosti výročí VŘSR dne 7. listopadu, kde jej zastoupil první náměstek ministra obrany maršál Sergej Leonidovič Sokolov. Podrobil se operaci k nápravě aneurysmatu v aortální chlopni, došlo však ke zhoršení funkce jater a ledvin a nakonec zemřel na zástavu srdce. Dne 24. prosince byl pohřben u kremelské zdi.
Po jeho smrti bylo město Iževsk přejmenováno po něm, za Gorbačova se však vrátilo zpět ke svému původnímu jménu.
Je po něm pojmenován ruský křižník Maršál Ustinov.